# Constante de Catalan
La constante de Catalan debe su nombre al matemático belga Eugène Charles Catalan y aparece en el contexto de las integrales elípticas, y su valor resulta ser un número irracional igual a la suma alternada de los inversos de los cuadrados de los números naturales impares.
Concretamente, la constante de Catalan se define como el valor numérico de la siguiente integral:

{\displaystyle {\frac {1}{2}}\int _{0}^{1}K(k)\ dk={\frac {1}{2}}\int _{k=0}^{1}\int _{\theta =0}^{\pi /2}{\frac {d\theta \ dk}{\sqrt {1-k^{2}\sin ^{2}\theta }}}={\frac {1}{1^{2}}}-{\frac {1}{3^{2}}}+{\frac {1}{5^{2}}}-\dots =0,915965594...}

donde:
{\displaystyle K(k)\;} es la integral elíptica de primera especie.